# Acte de Tilsit

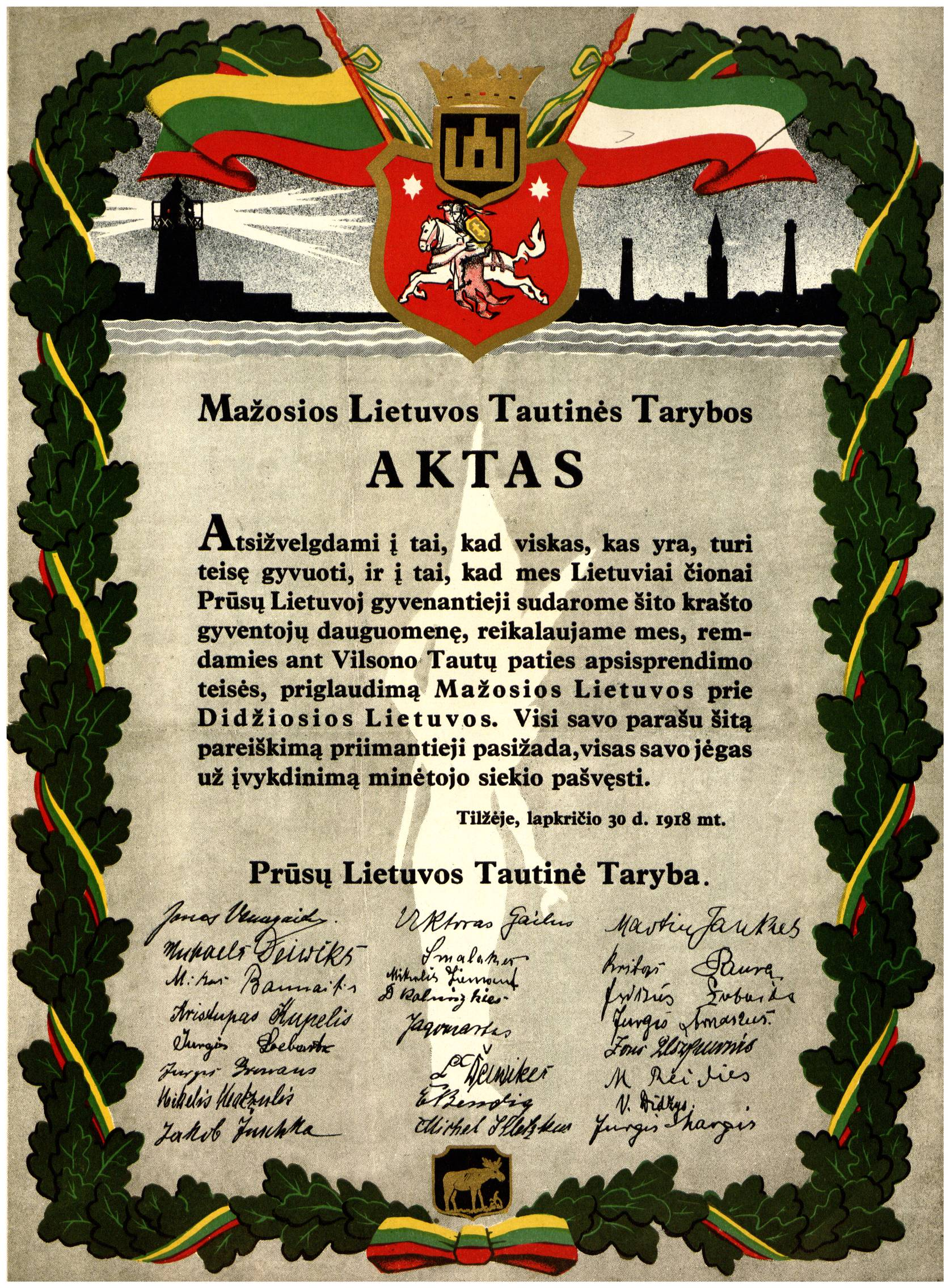
Rémpression de l'acte datant de 1938

L'acte de Tilsit (lituanien : Tilžės aktas) est une loi, signée à Tilsit par les 24 membres du Conseil National de la Lituanie Mineure (lituanien : Mažosios Lietuvos tautinė taryba) le 30 novembre 1918. Les signataires y exigeaient l'unification de la Lituanie Mineure et de la région de Vilnius dans un seul état lituanien. Cela signifiait qu'il fallait détacher les quartiers nord de la province de Prusse-Orientale, habitée par les Lituaniens de Prusse, de l'Empire allemand.
La partie de la Prusse Orientale au nord du Niémen, le Territoire de Memel et la ville de Memel (Klaipėda), avaient été détachés sous l'effort des polonais pendant les négociations du Traité de Versailles et placés sous la supervision de la Ligue des Nations. Le reste de la Prusse Orientale, située au sud du Niémen, y compris la ville de Tilsit, où l'acte a été signé, est resté à l'intérieur de l'Allemagne.
La Loi n'a pas été signée par les deux principaux dirigeants lituaniens de Prusse Wilhelm Storost et Wilhelm Gaigalat. Ce dernier élu en tant que président du Conseil prussien des Lituaniens, mais refusa de prendre la position. Il fut remplacé par le secrétaire général Erdmonas Simonaitis. La loi a été largement diffusée en République de Lituanie, mais moins en Lituanie Mineure. Ceci indique, parmi d'autres faits, que son but était avant tout d'affirmer ainsi publiquement la position du Conseil National de la Lituanie Mineure.
Finalement,la Loi Tilsit devint un important outil de propagande pour la mise en scène de la Révolte de Klaipėda en 1923, à la suite de laquelle le territoire de Memel (Région de Klaipėda) a été annexé par la Lituanie. En mars 1939, la Lituanie fut contrainte de céder la Région de Klaipėda à l'Allemagne Nazie. Certains des signataires de la Loi de Tilsit ont été persécutés par les Nazis pour trahison, et Simonaitis a été envoyé dans un camp de concentration Nazi, auquel il survécut.